# 梁父吟 (李白)
《梁父吟》，又名《梁甫吟》，是唐朝李白所作的樂府詩。是李白於天寶三載（744）離開長安後所，以表達及抒發他遭逢挫折、懷才不遇的憤懣。

## 原文
長嘯梁甫吟，何時見陽春？

君不見，朝歌屠叟辭棘津，八十西來釣渭濱。

寧羞白發照清水，逢時吐氣思經綸。

廣張三千六百釣，風期暗與文王親。

大賢虎變愚不測，當年頗似尋常人。

君不見，高陽酒徒起草中，長揖山東隆準公。

入門不拜逞雄辯，兩女輟洗來趨風。

東下齊城七十二，指揮楚漢如旋蓬。

狂客落魄尚如此，何況壯士當群雄！

我欲攀龍見明主，雷公砰訇震天鼓。

帝旁投壺多玉女，三時大笑開電光，倏爍晦冥起風雨。

閶闔九門不可通，以額扣關閽者怒。

白日不照我精誠，杞國無事憂天傾。

猰貐磨牙競人肉，騶虞不折生草莖。

手接飛猱搏雕虎，側足焦原未言苦。

智者可捲愚者豪，世人見我輕鴻毛。

力排南山三壯士，齊相殺之費二桃。

吳楚弄兵無劇孟，亞夫咍爾為徒勞。

梁甫吟，聲正悲。

張公兩龍劍，神物合有時。

風雲感會起屠釣，大人嵲屼當安之。